# Linda Cardellini
Linda Edna Cardellini (sinh ngày 25 tháng 6 năm 1975) là một nữ diễn viên người Mỹ. Cô được biết đến với vai diễn Lindsay Weir trong Freaks and Geeks, Samantha Taggart trong ER, Velma Dinkley trong bộ phim hành động trực tiếp Scooby-Doo, Sylvia Rosen, một người hàng xóm của Don Draper trên loạt kịch của AMC tựa Mad Men, Meg Rayburn trên loạt phim gốc Netflix Bloodline, Cassie trong Brokeback Mountain, và Laura Barton trong Avengers: Age of Ultron. Cô cũng được biết đến với vai trò lồng tiếng trong các dự án hoạt hình như Regular Show, Marcy "Hot Dog Water" Fleach trong Scooby-Doo! Mystery Incorporated, Wendy Corduroy trong Gravity Falls, và Megan trong Sanjay and Craig.

## Thời thơ ấu
Cardellini sinh ra ở Redwood City, California, con gái của Lorraine (nhũ danh Hernan), một người nội trợ, và Wayne David Cardellini, một doanh nhân. Cô là con út trong gia đình bốn người con. Cardellini được nuôi dạy trong môi trường Công giáo. Cô tham gia diễn xuất lần đầu tiên ở tuổi 10, khi cô hát trong vở kịch của trường. Sau đó, cô đã hành động trong một số sản phẩm của trường và bắt đầu tham gia các buổi học kịch. Cô tốt nghiệp trường Trung học Công giáo St. Francis gần đó vào năm 1993, sau đó chuyển đến Los Angeles để tìm kiếm vai trò trong truyền hình và điện ảnh. Cardellini là một thí sinh trong một chương trình năm 1994 Hãy chọn đúng giá, giành được một lò sưởi.

## Danh sách phim

### Điện ảnh
| Năm  | Phim                             | Vai                      | Ghi chú       |
| ---- | -------------------------------- | ------------------------ | ------------- |
| 1997 | Good Burger                      | Heather                  |               |
| 1998 | Dead Man on Campus               | Kelly                    |               |
| 1998 | Strangeland                      | Genevieve Gage           |               |
| 1999 | The Prince and the Surfer        | Melissa                  |               |
| 2001 | Legally Blonde                   | Chutney Wyndham          |               |
| 2001 | The Unsaid                       | Shelly Hunter            |               |
| 2002 | Scooby-Doo                       | Velma Dinkley            |               |
| 2002 | Certainly Not a Fairytale        |                          | Phim ngắn     |
| 2004 | Scooby-Doo 2: Monsters Unleashed | Velma Dinkley            |               |
| 2004 | Jiminy Glick in Lalawood         | Natalie Coolidge         |               |
| 2004 | LolliLove                        | Linda                    |               |
| 2005 | Brokeback Mountain               | Cassie Cartwright        |               |
| 2005 | American Gun                     | Mary Ann Wilk            |               |
| 2006 | Grandma's Boy                    | Samantha                 |               |
| 2008 | The Lazarus Project              | Julie Ingram             |               |
| 2010 | Gleeclipse                       | Coach                    | Phim ngắn     |
| 2011 | Kill the Irishman                | Joan Madigan             |               |
| 2011 | Super                            | Pet Store Employee       |               |
| 2011 | All-Star Superman                | Nasthalthia (lồng tiếng) |               |
| 2011 | Return                           | Kelli                    |               |
| 2014 | Welcome to Me                    | Gina                     |               |
| 2015 | Avengers: Age of Ultron          | Laura Barton             |               |
| 2015 | Daddy's Home                     | Sara Whitaker            |               |
| 2016 | The Founder                      | Joan Smith               |               |
| 2017 | Austin Found                     | Leanne Wilson            |               |
| 2017 | Daddy's Home 2                   | Sara Whitaker            |               |
| 2018 | A Simple Favor                   |                          | Hậu kỳ        |
| 2018 | Hunter Killer                    | Jane Norquist            | Hậu kỳ        |
| 2018 | The Children                     |                          | Hậu kỳ        |
| 2019 | Green Book                       | Dolores                  | Hậu kỳ        |
| 2019 | Fonzo                            | Mae Capone               | Đang sản xuất |